# Music By Em
Music By Em var en svensk musikgrupp, bildad 1996 i Nyköping och upplöst 2000. Låtskrivare och frontfigur var Rasmus Kellerman. Bandet släppte endast en EP-skiva, All Night Always (utgiven på Sony Music år 2000), innan det bröt upp. Kellerman började därefter att göra musik under namnet Tiger Lou.
Music By Em spelade även in ett studioalbum, The Stars We Are, som emellertid är outgivet.

## Diskografi
EP
- 2000 - All Night Always

## Medlemmar
- Rasmus Kellerman
- Martin Ödman
- Peter Landström
- Björn Landström
- Anneli Beronius Haake (1998-2000)